# Arroyo Chimiray
Arroyo Chimiray är ett periodiskt vattendrag  i Argentina. Det ligger i den nordöstra delen av landet, 800 kilometer norr om huvudstaden Buenos Aires.
Omgivningen kring Arroyo Chimiray består huvudsakligen av våtmarker och området är  glesbefolkat, med 11 invånare per kvadratkilometer.